# Purple Giraffe
"Purple Giraffe" (tạm dịch: "Con Hươu cao cổ Màu Tím") là tập phim thứ hai trích từ mùa đầu tiên của sê-ri truyền hình của sê-ri truyền hình How I Met Your Mother được phát sóng chính thức vào ngày 26 tháng 9 năm 2005.

## Nội dung
Sau khi nói với Robin rằng anh yêu cô, Ted đã quyết định rằng anh sẽ không bao giờ liên lạc với cô để bạn bè của anh có thể nghĩ rằng anh đã quên Robin. Dù vậy, anh đã tiếp tục "say đắm" một lần nữa khi nghe Marshall kể rằng Lily và Robin đã gặp mặt nhau, họ đã nhận ra cô trong bản tin thời sự trên truyền hình và Robin cũng đã chia sẻ rằng mình vẫn còn quan tâm đến anh nhưng cô nghĩ rằng anh ấy không "bình thường." Ted sau đó đã quyết định trở nên "bình thường" trong mối quan hệ giữa hai người. Khi cô xuất hiện trên một bản tin thời sự, anh đã chạy đến nơi cô thực hiện phóng sự tại một siêu thị (tình cờ tại nơi này có một đứa trẻ đang bị kẹt trong máy gắp đồ chơi khi cậu bé đang cô gắp lấy chú hưu cao cổ màu tím) và mời cô đến bữa tiệc của anh. Sau hai lần tổ chức bữa tiệc, Robin đã gặp việc bận và không đến hai bữa tiệc này, dù vậy, cô lại không biết rằng anh đã cố gắng tổ chức bữa tiệc đến ba lần liền chỉ với mong muốn cô có thể đến. Robin sau đó đã tình cờ nghe được (khi Marshall lỡ lời nói ra trước mặt cô vì anh cho rằng Ted luôn không ngừng chờ đợi cô ấy) những bữa tiệc này đã được tổ chức vì cô. Ted sau đó đã che giấu khi nói anh muốn cô gặp một anh chàng khác tên Carlos. Dù vậy, khi anh và Robin đi lên mái nhà, Ted sau đó đã đối đầu và thú nhận về tình cảm của mình và cho rằng anh chỉ mong muốn sự chú ý của cô. Sau đó, hai người đã chia sẻ nhưng họ đều mong muốn những thứ khác biệt; vì vậy, Ted đã đồng ý rằng hai người nên là bạn và nên cùng nhau đi đến quán rượu. Nhưng sau đó, cô đã hứa rằng mình sẽ giúp đỡ anh tìm được "người tình" cho Ted.
Trong khi đó, Lily, đang hạnh phúc về việc đính hôn và rất thích thú với chiếc nhẫn cưới của mình, kết quả là những lần "làm tình" giữa hai người đã khiến Marshall rất bận rộn, đặc biệt là anh phải hoàn thành xong bài tập 25 trang cho lớp học Luật của anh. Anh sau đó đã khá tức giận khi có một người dùng sách của mình để làm đồ lót ly, nhưng sau đó anh đã cùng nhóm đi đến quán rượu và cảm thấy khá tự tin về bài thi (mà anh đạt điểm B trừ), đặc biệt là việc quyết định rằng anh sẽ viết bài tập này cả đêm.
Đồng thời, Barney cũng có một mối quan hệ khá rắc rối. Anh đã chọn một cô gái trong bữa tiệc và cho rằng Ted nên có một đêm "ân ái" với cô. Nhưng anh sau đó đã từ chối và Barney đã quyết định "tấn công." Dù vậy, trong bữa tiệc tiếp theo, cô nàng này đã xuất hiện lần nữa và luôn gây phiền toái cho Barney. Anh sau đó đã quyết định sử dụng cách mà Ted đã làm với Robin, "Tôi nghĩ tôi đã yêu cô mất rồi". Nhưng anh cũng đã xuất hiện trong bữa tiệc thứ ba vào Chủ Nhật rằng cô nay đang vui vẻ với anh chàng Carlos, người được Ted giới thiệu cho Robin.

## Âm nhạc
- Phiên bản nhạc nền của "Haven’t We Met" của Stephen Lang (chỉ trong phiên bản trình chiếu; phiên bản DVD được thay thế bằng bài hát Jazz do John Swihart trình bày)[2]